# Louis Micheels House
Louis Micheels House là một ngôi nhà dành cho một gia đình ở Westport, Connecticut, được thiết kế theo phong cách của Trường Kiến trúc Sarasota bởi người sáng lập Paul Rudolph. Được xây dựng vào năm 1972, ngôi nhà được coi là một điển hình của kiến trúc hiện đại. Ngôi nhà do Louis Micheels ủy quyền và đã được phá bỏ vào năm 2007.

## Lịch sử

### Xây dựng

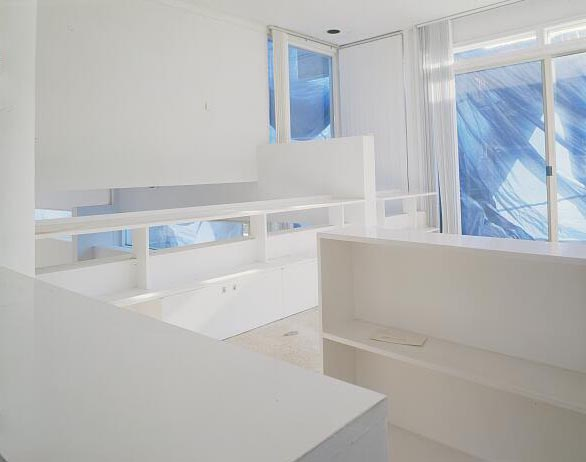

Louis Micheels House là một ngôi nhà rộng 390 m2 ở Westport, Connecticut, một thị trấn ở Long Island Sound. Ngôi nhà được thiết kế bởi Paul Rudolph, người sáng lập Trường Kiến trúc Sarasota, hoàn thành vào năm 1972. Tòa nhà được đặt tên cho chủ sở hữu đã ủy thác dự án, Tiến sĩ và bà Louis Micheels. Khu đất được Micheels mua vào ngày 12 tháng 7 năm 1971 và Rudolph được thuê để thiết kế một ngôi nhà có "cảm giác nhẹ nhàng, thoáng mát".

### Phá bỏ
Năm 2005, Louis và Ina Micheels bắt đầu rao bán ngôi nhà. Giá chào bán là 5 triệu USD và đến cuối năm 2006, ngôi nhà vẫn chưa tìm được người mua. Thị trấn Westport bắt đầu quan tâm đến việc cứu ngôi nhà vào năm 2006. Thị trấn đã cấp 92 giấy phép phá dỡ các ngôi nhà trong khu vực chỉ trong năm 2006 và họ lo sợ rằng một người mua mới sẽ phá bỏ ngôi nhà để nhường chỗ cho một ngôi nhà hiện đại. Một phương tiện truyền thông đã đưa tin về khả năng xin giấy phép phá dỡ ngôi nhà trong một phần mà họ có tên là "Teardown of the Day". Bởi vì sự công khai của Ủy ban lịch sử của thị trấn đã quan tâm. Ở tuổi 34, tòa nhà không đủ tuổi để thực hiện sắc lệnh "Trì hoãn việc phá dỡ" của thị trấn. Tổ chức Bảo tồn Di tích Lịch sử Quốc gia xác định ngôi nhà có "ý nghĩa to lớn". Tiếp theo, Văn phòng Bảo tồn Di tích Lịch sử Bang đã vào cuộc. Vào ngày 21 tháng 12 năm 2006, Connecticut Trust đã đệ đơn kiện để ngăn chặn việc phá hủy tòa nhà theo kế hoạch. Một người mua muốn bảo tồn tòa nhà đã được tìm thấy. Khi không có thỏa thuận nào xảy ra, Tổng chưởng lý Richard Blumenthal của Connecticut đã đệ đơn lệnh cấm phá dỡ. Bất chấp những nỗ lực của các quan chức để ngăn chặn việc phá hủy tòa nhà, Micheels đã thỏa thuận với một cặp vợ chồng có kế hoạch san bằng tòa nhà.
David và Yvette Waldman mua tòa nhà vào năm 2007, trả 3,234 triệu đô la cho tài sản. Cặp vợ chồng ngay lập tức cho san bằng tòa nhà để nhường chỗ cho một ngôi nhà rộng hơn 6.200 mét vuông (580 m2), và tham dự việc phá dỡ. Năm 2013, Sarasota Herald Tribune đưa tin, "Bản thân Micheels đã phản đối một chỉ định lịch sử có thể cản trở việc phá dỡ. Ông ấy có 3,2 triệu lý do." Louis Micheels qua đời chưa đầy một năm sau khi bán nhà.

## Thiết kế
Ngôi nhà được thiết kế theo phong cách kiến trúc tàn bạo. Được thiết kế với các phần nổi có thể được nhìn thấy trong các thiết kế sau này của Rudolph (như Dinh thự Bass ở Fort Worth Texas). Nó có nhiều cấp độ và các mặt phẳng hình học không thể uốn được. Phòng ngủ chính được xây dựng từ sườn đồi, và được hỗ trợ bằng các trụ mỏng. Để cung cấp bóng mát, các tấm mỏng đã được kê phía trên cửa sổ. Nội thất của ngôi nhà được trang trí bằng tường và tủ màu trắng.
Các bức tường bên ngoài có vẻ ngoài giống như vữa thô: có những mảnh thạch anh trong lớp hoàn thiện làm cho bức tường có kết cấu thô. Ngôi nhà nằm trên đỉnh một ngọn đồi và được chống đỡ ở một bên và được xây dựng ở bên kia.